# Ancyluris eryxo
Ancyluris eryxo är en fjärilsart som beskrevs av Saunders 1858. Ancyluris eryxo ingår i släktet Ancyluris och familjen Riodinidae. Inga underarter finns listade i Catalogue of Life.